# سیارک ۵۵۷۹
سیارک ۵۵۷۹ (به انگلیسی: 5579 Uhlherr، نامگذاری:1988JL) پنج هزار و پانصد و هفتاد و نهمین سیارک کشف شده‌است که در ۱۱ مه ۱۹۸۸ کشف شد.
قدر مطلق سیارک برابر ۱۴٫۲۰ است.